# Élection gouvernorale dans le kraï de Stavropol de 2024
L'élection gouvernorale dans le kraï de Stavropol de 2024 a lieu le 8 septembre 2024 lors des infranationales russes afin d'élire le gouverneur du kraï de Stavropol, l'un des kraïs de la fédération de Russie. Le gouverneur sortant Vladimir Vladimirov brigue un troisième mandat.

## Contexte

### National
L'actualité russe est marquée par l'invasion russe de l'Ukraine depuis 2022 ainsi que par la réélection de Vladimir Poutine en mars 2024, élection considérée comme non-libre. Le principal dirigeant de l'opposition russe, Alexeï Navalny, emprisonné depuis 2021, meurt en détention en février 2024.

### Régional
Vladimir Vladimirov, alors premier vice-gouverneur de Iamalo-Nénétsie, a été nommé gouverneur par intérim du kraï de Stavropol en septembre 2013, en remplacement de Valery Zerenkov, qui a démissionné un peu plus d'un an après son mandat. Vladimirov a facilement remporté les élections pour un mandat complet en septembre 2014 contre trois adversaires avec 84,22 % des voix. Vladimirov s'est présenté pour un deuxième mandat complet en 2019 et a de nouveau gagné avec 79,65 %. 
Initialement, le gouverneur du kraï de Stavropol n'était limité qu'à deux mandats consécutifs, de sorte que Vladimirov aurait été limité pour un mandat en 2024. Cependant, en décembre 2021, la loi « Sur les principes communs d'organisation de l'autorité publique dans les sujets de la Fédération de Russie » a été promulguée, qui levée des limites de mandat pour les gouverneurs russes.  Le kraï de Stavropol a emboîté le pas et a levé les restrictions, ce qui a permis à Vladimirov de briguer un autre mandat en 2024.

## Système électoral
Le gouverneur est élu au scrutin uninominal majoritaire à deux tours pour un mandat de cinq ans. Est déclaré élu le candidat ayant recueilli la majorité absolue au premier tour. À défaut, les deux candidats arrivés en tête s'affrontent au second tour, et celui recueillant le plus de voix l'emporte. 
Dans le kraï, les candidats ne peuvent être nommés que par des partis politiques enregistrés. Le candidat à la tête de la république doit être citoyen russe et âgé d'au moins 30 ans. Les candidats à la tête ne doivent pas avoir de citoyenneté étrangère ni de permis de séjour. Chaque candidat, pour être inscrit, doit recueillir au moins 6 % des signatures des membres et chefs de municipaliés. Les candidats présentent également 3 candidatures au Conseil de la fédération et le vainqueur de l'élection nomme plus tard l'un des candidats présentés. 

## Candidats

### Déclaré
- Viktor Gontcharov (KPRF), premier vice-président de la Douma du kraï de Stavropol (2021-présent), membre de la Douma (2007-2011, 2016-présent), ancien membre de la Douma d'État (2011-2016), candidat au poste de gouverneur de 2014[8]
- Vladimir Vladimirov (Russie unie), gouverneur sortant du kraï de Stavropol (2013-présent)[9]

### Potentiel
- Aleksandr Kouzmine (SRZP), vice-président de la Douma du kraï de Stavropol (depuis 2003), candidat au poste de gouverneur de 2014 et 2019[10]

## Résultats
| Candidats                | Candidats           | Partis                  | Votes | %   |
| ------------------------ | ------------------- | ----------------------- | ----- | --- |
|                          | Vladimir Vladimirov | Russie unie             |       |     |
|                          | Viktor Gontcharov   | Parti communiste        |       |     |
|                          |                     | Parti libéral-démocrate |       |     |
|                          |                     | Russie juste            |       |     |
|                          | Autres candidats    |                         |       |     |
|                          |                     |                         |       |     |
| Votes valides            |                     |                         |       |     |
| Votes blancs et nuls     |                     |                         |       |     |
| Total                    | Total               | Total                   |       | 100 |
| Abstention               |                     |                         |       |     |
| Inscrits / participation |                     |                         |       |     |